# Liga Nacional de Basketball (Perú)
La Liga Nacional de Basketball (abreviada LNB) es el máximo torneo de baloncesto de clubes  en el Perú. El torneo es organizado por la Federación Peruana de Basketball (FDPB).

## Sistema
La Liga Nacional de Basketball, en su rama de varones, ha variado en formato dependiendo de la cantidad de los equipos. En los inicios, se realizaba en un formato de cuatro etapas, conformado por 16 equipos. La primera etapa es la fase regular compuesto por grupos, con cuatro participantes. Luego viene el Super 8, formado por dos grupos de cuatro equipos cada uno. Asimismo, llegan las Semifinales, donde clasifican los mejores cuatro equipos, y por último la final que se juega en formato de Play Off.

## Temporada

### 2011
La primera edición se realizó en el 2011, el cual participaron 8 equipos en 2 series. El campeonato se realizó en la ciudad de Lima, en el coliseo deportivo del Inmaculada Concepción (Surco)
Los ocho equipos participantes se agruparon en 2 series de 4. Los 2 mejores de cada serie clasificaron a semifinales. Las semifinales se efectuaron el viernes 2 y lunes 5 de Diciembre, ganando la EOFAP (Lima) 2 a 0 a la Universidad César Vallejo (Trujillo) y el conjunto de El Bosque (Lima) también por 2-0 al Ejército (Lima).
Los finalistas fueron los equipos de El Bosque y la EOFAP, jugando una llave decisiva de 5 partidos, donde el equipo de El Bosque se llevó el primer título de la competencia por 3-2.
| Equipo                          | Ciudad                 |
| Serie A                         | Serie A                |
| ------------------------------- | ---------------------- |
| Ejército Peruano                | Lima                   |
| Universidad César Vallejo       | Trujillo               |
| Universidad Mayor de San Marcos | Lima                   |
| Froebel Deportes Club           | Ayacucho               |
| Serie B                         |                        |
| Country Club El Bosque          | Lima                   |
| Club Juventus                   | Chiclayo               |
| Fuerza Aérea                    | Lima                   |
| LBC                             | San Juan de Lurigancho |

### 2012
En la segunda edición del año 2012, La Liga Nacional de Basketball (LNB) contó con la participación de 8 equipos en 2 series. El torneo completo se ejecutó en la ciudad de Lima, en los coliseos Reserclub (Pueblo Libre) y San Luis (Barranco).
Los ocho equipos participantes se agruparon en 2 series de 4. Los 2 mejores de cada serie clasificaron a semifinales. El Final Four se jugó el martes 4, jueves y sábado 8 de Diciembre. El Real Club (Lima) ganó 2 a 0 a EOFAP (Lima) y El Bosque (Lima) por 2-1 a La Inmaculada (Lima). 
Los finalistas fueron el Bosque y Real Club, quienes jugaron por la llave final en 4 partidos, donde El Bosque se llevó el título 3-1 por segundo año consecutivo.
| Equipo                 | Ciudad    |
| ---------------------- | --------- |
| Club EOFAP             | Lima      |
| El Real Club           | Lima      |
| Country Club El Bosque | Lima      |
| Club ASIA-Inmaculada   | Lima      |
| Club Faraday           | Arequipa  |
| Club Juventus          | Chiclayo  |
| Club César Vallejo     | Trujillo  |
| Club Interceca         | Cajamarca |

### 2013
Para su tercera edición, La Liga Nacional de Basketball (LNB) tuvo la participación de 12 clubes en 3 series. La clasificación de grupos se dieron lugar en provincias, la Serie A tuvo como sede Piura, la sede de la serie B fue la ciudad de El Tambo y la sede de la serie C fue en Ayacucho.
Los doce equipos participantes se agruparon en 3 series de 4 equipos cada una. Las semifinales se jugaron el jueves 21 y sábado 23 de Noviembre, en la ciudad de Lima. Club Regatas (Lima) se impuso por 2 a 0 a Juventus (Chiclayo) y Real Club (Lima) derrotó al actual bicampeón, El Bosque, por un marcador de 2 a 0.
Los finalistas fueron Regatas y Real Club, que jugaron una llave final al mejor de 5 partidos, donde Real Club se llevó el título por 3 a 1.
| Equipo                 | Ciudad    |
| ---------------------- | --------- |
| Real Club              | Lima      |
| Club de Regatas Lima   | Lima      |
| Country Club El Bosque | Lima      |
| Club Juventus          | Chiclayo  |
| Club Faraday           | Arequipa  |
| EOFAP                  | Lima      |
| Club Grau              | Piura     |
| UNSCH                  | Ayacucho  |
| SOS                    | Huancayo  |
| UCV                    | Trujillo  |
| U. Andina              | Juliaca   |
| INTERCECA              | Cajamarca |

### 2014
La Liga Nacional de Basketball (LNB) por la cuarta edición tuvo la participación de 16 equipos en cuatro series que tuvieron como sede en las provincias de Juliaca (Serie A), Huancayo (Serie B), Piura (Serie C) y Arequipa (Serie D).
Los 16 equipos se agruparon en cuatro series de 4. Los mejores 2 de cada serie clasificaron al Súper 8, divididos en cuadrangulares de 2 series, A y B, que tuvieron como sede la capital Lima.
Los dos mejores de cada serie del Súper 8, Salesiano y Faraday de la serie A, Regatas y Real Club de la serie B, clasificaron a las semifinales. El viernes 19 y domingo 21 de setiembre, se jugaron los partidos con las victorias de Regatas (Lima) por 2-0 a Salesianos (Callao) y Real Club (Lima) también por 2-0 a Faraday (Arequipa).
Los finalistas Club Regatas y Real Club, se enfrentaron en una llave final de 5 partidos en el Coliseo Champagnat (Miraflores) de Lima, donde Regatas se llevó el título por 3-2. 
| Equipo                         | Ciudad     |
| ------------------------------ | ---------- |
| Real Club                      | Lima       |
| Inmaculada                     | Lima       |
| EOFAP                          | Lima       |
| UJFSC                          | Huacho     |
| Chulucanas BC                  | Chulucanas |
| Club Faraday                   | Arequipa   |
| Universidad Andina             | Juliaca    |
| Club Interceca                 | Cajamarca  |
| Club Salesianos de Ayacucho    | Ayacucho   |
| Club SOS                       | Huancayo   |
| Sporting Moral                 | Arequipa   |
| Club Salesianos del Callao     | Callao     |
| Golf Country Club de Trujillo  | Trujillo   |
| Club Internacional de Arequipa | Arequipa   |

### 2015
En su quinta edición en el año 2015, la Liga Nacional de Basketball (LNB) tuvo la participación de 16 equipos en 4 series. De la serie A y C, se jugaron los partidos en la ciudad de Arequipa. La serie B se jugó en Chiclayo y la serie D en Ayacucho.
Los dieciséis equipos participantes se agruparon en 4 series de 4. Los mejores 2 de cada serie clasificaron al Súper 8, divididos en cuadrangulares de 2 series. La serie A se realizó en Arequipa y la Serie B en la ciudad de Lima.
Los dos mejores de cada serie del Súper 8, Club Regatas y La Salle de la serie B, Salesianos del Callao y San José de la Serie A, clasificaron al cuadrangular de semifinales que se dio encuentro en el coliseo de La Salle de Arequipa, el viernes 18, sábado 19 y domingo 20 de setiembre, ganando San José (Arequipa) por 2 a 0 a La Salle (Arequipa) y Club Regatas (Lima) por 2-1 a Salesianos (Callao). 
Los finalistas fueron Club Regatas y San José, jugando la recta final a 3 partidos en el coliseo María Reina en Lima, donde Regatas se llevó el título por 3-0, por segundo año consecutivo. 

### 2016
En la sexta edición de La Liga Nacional de Basketball, hubo la participación de 16 equipos en cuatro series. Las series A y D tuvieron como sede la ciudad Arequipa. La B tuvo sede en Trujillo y la serie C en Ayacucho.
Los dieciséis equipos participantes se agruparon en 4 series de 4. Los mejores 2 de cada serie clasificaron al Súper 8, divididos en cuadrangulares de 2 series. La serie A se llevó a cabo en Lambayeque y la serie B en Trujillo.
Los dos mejores de cada serie del Súper 8, La Salle del cuadrangular B y Faraday del cuadrangular A, se jugaron 3 partidos en las semifinales A en Arequipa, ganando La Salle por 2-1 a Faraday. En las semifinales B en Lima, jugaron el Club Regatas del cuadrangular A y BCT del cuadrangular B, ganando Club Regatas por 2-0 a BCT.
Los clubes finalistas fueron La Salle (Arequipa) y Regatas (Lima), quienes jugaron dos partidos finales en Arequipa, el sábado 8 y domingo 9 de octubre, ganando Club Regatas (Lima) por 2-0 a La Salle (Arequipa).
Para finalizar, se jugaron la final en el coliseo de Regatas en Lima, el viernes 14 de octubre, donde el Club Regatas se llevó el triunfo, por tercer año seguido.

### 2017
En la sétima edición de la Liga Nacional de Basketball (LNB), se tuvo la participación de 16 equipos en 4 series. La serie A tuvo como lugar la Ciudad de la Eterna Primavera “Trujillo”. La serie B tuvo sede en Ayacucho, la serie C tuvo sede en Arequipa y la serie D en Huancayo.
Los dieciséis equipos participantes se clasificaron en 4 series de 4 equipos cada una. Los mejores 2 de cada serie clasificaron al Súper 8, divididos en cuadrangulares de 2 series, la Serie A se llevó a cabo en la “Ciudad Blanca” de Arequipa y la Serie B en la capital de Lima.
Los dos mejores de cada serie del Súper 8, La Salle y Faraday de la Serie A, y Club Regatas de Lima y San José de la Serie B. Los clubes mencionados clasificaron al cuadrangular de semifinales que se jugó en el coliseo de Arequipa, el viernes 29, 30 de setiembre y domingo 1 de octubre.
Los finalistas fueron Club Regatas (Lima) y Faraday (Arequipa), quienes jugaron por la llave final, 2 partidos en el coliseo de Regatas, donde el conjunto limeño se llevó el título por 2-0. 

### 2018
La Liga Nacional de Basketball (LNB) en su octava edición en el año 2018, tuvo la participación de 16 equipos en 4 series. El campeonato se realizó de manera descentralizada, donde la serie A y D tuvieron como sede Huancayo, la serie B tuvo sede en Ayacucho y la serie C tuvo sede en Arequipa.
Los dieciséis equipos participantes se agruparon en 4 series de 4 equipos. Los mejores 2 de cada serie clasificaron al Súper 8, divididos en cuadrangulares de 2 series, la Serie A se llevó a cabo en Huaraz y la Serie B en Trujillo.
Los cuatro mejores del Súper 8, La Salle y San Francisco de la Serie A, San José y Bastilla de la Serie B, clasificaron al cuadrangular de semifinales que se jugó en el Coliseo Cerrado de Huaraz, los días 21, 22 y 23 de Setiembre.
Los finalistas fueron La Salle (Arequipa) y San José (Arequipa), quienes jugaron la final en dos partidos en el Coliseo de Arequipa, donde La Salle se llevó el título por 2-0. 

### 2019
La Liga Nacional de Basketball (LNB) en su novena edición, contó con la participación de 16 clubes en 4 series. Cada serie se llevó a cabo en provincia, la serie A tuvo sede en Tacna, la serie B en Huaraz, la serie C en Huancayo y la serie D en Trujillo.
Los dieciséis equipos se agruparon en 4 series de 4 equipos. Los mejores 2 de cada serie, clasificaron al Súper 8, divididos en cuadrangulares de 2 series, la serie E se llevó a cabo en la ciudad de Tarma y la Serie F en Huaraz.
Los cuatro mejores del Súper 8, fueron el Club PIT y Etoway en una serie. El Club San Francisco y La Liga Claretiana en la otra. Los cuatro equipos clasificaron al cuadrangular de semifinales que se jugó en la ciudad de Trujillo, los días 4, 5 y 6 de octubre del 2019.
Los dos finalistas fueron Etoway (Trujillo) y San Francisco (Huaraz), jugando por la llave final en el Coliseo Cerrado Gran Chimú de Trujillo, donde San Francisco se llevaría el título por primera vez con un marcador de 2-0. 

### 2020, 2021 y 2022
El torneo más importante de Basketball en el Perú, no se realizó durante estos años debido a las medidas sanitarias a causa de la pandemia de COVID-19.

### 2023
La Federación Peruana de Basketball (FDPB) realizó el lanzamiento de la décima edición de la Liga Nacional de Basketball (LNB) 2023, el torneo más representativo del basketball de clubes.
La competencia que, luego de dos años de para por pandemia, marca el regreso a la senda de las competencias federadas de clubes contará en su edición 2023 con doce equipos que competirán en 3 series: 
Grupo A: Liga Claretiana (Huancayo) Real Amistad (La Molina) Sport Sherekhan (Huánuco) Club Dinámico (Nuevo Chimbote)
Grupo B: Club Antarqui (Saylla) Club Edech (Juliaca) Club Universitario (Wanchaq) Club San Marcos (Tacna)
Grupo C: Club Pit (Tarma) Club Alpamayo (San Juan de Lurigancho) Club Latinos (Trujillo) Club Basketball Independencia (Independencia)
Una vez finalizada la etapa regular se jugó un cuadrangular final al que clasificaron los primeros de cada una de las series, y el mejor segundo, para definir al campeón del torneo.
La Liga Claretiana (El Tambo), Universitario de Wanchaq (Cusco), Club PIT (Tarma) y Club Latinos (Trujillo), fueron los equipos finalistas de la décima edición. El cuadrangular final, se realizó en la ciudad de Huancayo, en el Coliseo del Colegio Claretiano, del 1 al 3 de diciembre.
El Club Universitario de Wanchaq (Cusco) se coronó campeón de la Liga Nacional de Basketball 2023 al imponerse por 86 a 72 al Club Latinos de Trujillo en el cuadrangular final disputado en Huancayo. El tercer lugar fue para el Club PIT de Tarma, y el cuarto lugar para la Liga Claretiana de Huancayo.
La transmisión del cuadrangular final llegó a las pantallas de todos el Perú de manera gratuita, a través de la plataforma de Go&GoTv, en un esfuerzo conjunto entre el Comité Olímpico Peruano y la FDPB.

## Títulos
| Temporada | Campeón                            | Subcampeón                          |
| --------- | ---------------------------------- | ----------------------------------- |
| 2011      | Club El Bosque                     | EOFAP                               |
| 2012      | Club El Bosque                     | Real Club                           |
| 2013      | Real Club                          | Club Regatas Lima                   |
| 2014      | Club Regatas Lima                  | Real Club                           |
| 2015      | Club Regatas Lima                  | San José de Arequipa                |
| 2016      | Club Regatas Lima                  | La Salle de Arequipa                |
| 2017      | Club Regatas Lima                  | Faraday - Arequipa                  |
| 2018      | La Salle de Arequipa               | San José de Arequipa                |
| 2019      | San Francisco (Huaraz-Ancash)      | Etoway (Trujillo-La Libertad)       |
| 2023      | Club Universitario (Wanchaq-Cusco) | Club Latinos (Trujillo-La Libertad) |
| 2024      | Club Universitario (Wanchaq-Cusco) | Club Antarqui (Saylla-Cusco)        |

## Conteo General de Títulos
| Equipo               | N.º de títulos |
| -------------------- | -------------- |
| Club Regatas Lima    | 4              |
| Club El Bosque       | 2              |
| Club Universitario   | 2              |
| Real Club            | 1              |
| San Francisco        | 1              |
| La Salle de Arequipa | 1              |

## Liga Nacional de Basketball Femenino
| Temporada | Campeón                     | Subcampeón                |
| --------- | --------------------------- | ------------------------- |
| 2013      | Regatas Lima                | Real Club                 |
| 2014      | Real Club                   | Regatas Lima              |
| 2015      | Regatas Lima                | Real Club                 |
| 2016      | Regatas Lima                | Universitario de Deportes |
| 2017      | Faraday de Arequipa         | Regatas Lima              |
| 2018      | Faraday de Arequipa         | Regatas Lima              |
| 2019      | Antarqui de Wanchaq (Cusco) | Real Club                 |
| 2024      | Club Medicina (Ica)         | Real Club                 |